# La Beguda Alta
La Beguda Alta és una població de Catalunya que, des del 28 d'agost de 2018, pertany al municipi de Masquefa, Anoia a una altitud d'uns 282 m sobre el nivell del mar.
Fins aleshores, estava dividida en tres municipis de tres comarques diferents: Masquefa, a l'Anoia; Sant Esteve Sesrovires, al Baix Llobregat; i Sant Llorenç d'Hortons, a l'Alt Penedès. Per aquesta raó es gestionava amb una mancomunitat entre els tres municipis per gestionar els serveis d'aquesta població conjuntament. L'any 2011 tenia una població de 879 habitants, inclosa La Beguda Baixa amb 19 habitants, amb la següent distribució: Sant Llorenç d'Hortons: 218, Masquefa: 269, Sant Esteve Sesrovires: 374.
El poble està a uns 30 minuts de Barcelona, molt a prop de Martorell. Es pot arribar a través de l'autovia A-2 o l'autopista AP-7 agafant la sortida de Martorell i enllaçant posteriorment amb la BV-224 direcció Capellades.
També es pot arribar amb la línia R6 dels Ferrocarrils de la Generalitat o amb la línia regular d'autobusos de la Hispano Igualadina. També hi passa el GR-5 i és un lloc de pas habitual dels amants del senderisme, ciclistes de carretera i ciclistes de muntanya.
Durant la Guerra Civil espanyola, s'instal·la al poble una colònia per a nens i nenes víctimes de la guerra. La principal impulsora, serà la francesa Renée Lamberet, mestra d'història i destacada militant anarquista, voluntària a Solidaritat Internacional Antifeixista.
El nom del poble prové de quan els carreters es paraven als hostals a beure, fer un most, descansar els cavalls ja que estaven a mig camí entre Barcelona i Igualada i també les parades que feien els ramats transhumants per abeurar-se.